# Sheléa

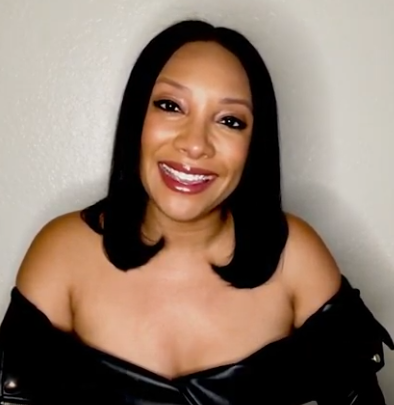
Sheléa Frazier (2020)

Sheléa Frazier (* 24. August 1980 in Redwood City, Kalifornien), auch bekannt als Sheléa, ist eine US-amerikanische Sängerin, Pianistin und Komponistin. Sie hatte bislang vor allen Dingen Erfolg in den Bereichen R&B, Pop und Gospel. Gefördert wurde sie unter anderem von Stevie Wonder, Quincy Jones und David Foster. Ihr bislang größter kommerzieller Erfolg ist der Titel I’ll Never Let You Go, mit dem sie 2014 die Position 23 in den US-amerikanischen Billboard R&B Charts erreichte.

## Karriere
Sheléa Frazier wuchs in Bakersfield auf und begann schon als Kind, Klavier zu spielen und zu singen. Sie selbst nennt das Album Unforgettable... with Love von Natalie Cole als Inspiration für ihren Wunsch, Sängerin zu werden.
Ihre professionelle musikalische Laufbahn begann Sheléa mit dem Produzententeam Jimmy Jam und Terry Lewis. Auf Anfrage der A-cappella-Gruppe Take 6 nahm Sheléa zusammen mit der Gruppe 2008 eine Version von Someone to Watch Over Me auf, bei der sie die Lead-Stimme sang. Das Album von Take 6 wurde mit diesem Song für einen Grammy nominiert, was Stevie Wonder dazu veranlasste, die Sängerin zu kontaktieren und ihr die Zusammenarbeit mit ihm anzubieten.
Größere Aufmerksamkeit in der Öffentlichkeit fand Sheléas Medley von Whitney-Houston-Songs, das sie auf YouTube 2012 unmittelbar nach dem Tod der Sängerin publizierte. Noch im selben Jahr wurde sie ins Weiße Haus eingeladen, um für den Präsidenten der USA und die First Lady bei der Verleihung des Gershwin-Preises zu singen. Im Folgejahr trat Sheléa Frazier mit einer Homage an Whitney Houston im Museum der Grammies auf.
Ihr erstes Album veröffentlichte sie 2013 mit dem Titel Love Fell On Me. Der Song I’ll Never Let You Go erreichte die Position 23 in den Billboard R&B Charts und war ihr bislang erfolgreichster Titel. Sheléa komponierte auch den Song Love Fell On Me und spielte ihn für den amerikanischen Kinofilm Jumping the Broom ein (2011).
Ein weiteres Album von Sheléa Frazier erschien 2019 unter dem Titel Pretty World. A Tribute to Allen & Marilyn Bergman. An der Aufnahme waren unter anderem Stevie Wonder und Kirk Whalum als Musiker beteiligt. Noch im gleichen Jahr produzierte Quincy Jones eine Konzertaufnahme mit ihr für den Sender PBS mit dem Titel Quincy Jones Presents: Sheléa, die unter anderem einen Auftritt mit David Foster beinhaltete.
In einer 2020 veröffentlichten Filmbiografie der amerikanischen Gospelgruppe The Clark Sisters spielte Sheléa Frazier die Rolle der Dorinda Clark-Cole.
Dem deutschen Publikum präsentierte Sheléa sich im August 2024 durch einen Auftritt beim Europa Open Air des Hessischen Rundfunks mit der hr-Bigband.